# Ligue majeure de baseball 1948
Navigation
1947 1949
La Ligue majeure de baseball 1948 est la 46e saison depuis le rapprochement entre la Ligue américaine et la Ligue nationale et la 71e saison de ligue majeure. Les Indians de Cleveland remportent la Série mondiale face aux Braves de Boston (4-2).

## Saison régulière

### Événements
Avant le match du 13 juin opposant les Yankees au Yankee Stadium, une cérémonie a lieu en hommage à Babe Ruth. Son numéro 3 est retiré par les Yankees. Babe meurt d'un cancer de la gorge le 16 août; il avait 53 ans.
Le recrutement de Satchel Paige par les Indians de Cleveland le 7 juillet provoque des sarcasmes de la part des médias. Le Sporting News reproche ainsi à Bill Veeck d'avoir embauché Paige pour ses qualités d'amuseur. Le plus vieux rookie de l'histoire des Ligues majeures répond à ses détracteurs sur le terrain en signant six victoires pour une défaite en sept matchs joués comme lanceur partant.
Le voltigeur Pat Seerey frappe quatre coups de circuit au cours du match joué en onze manches le 18 juillet contre les Athletics. Il est le cinquième joueur à réaliser cette performance en Ligue majeure.

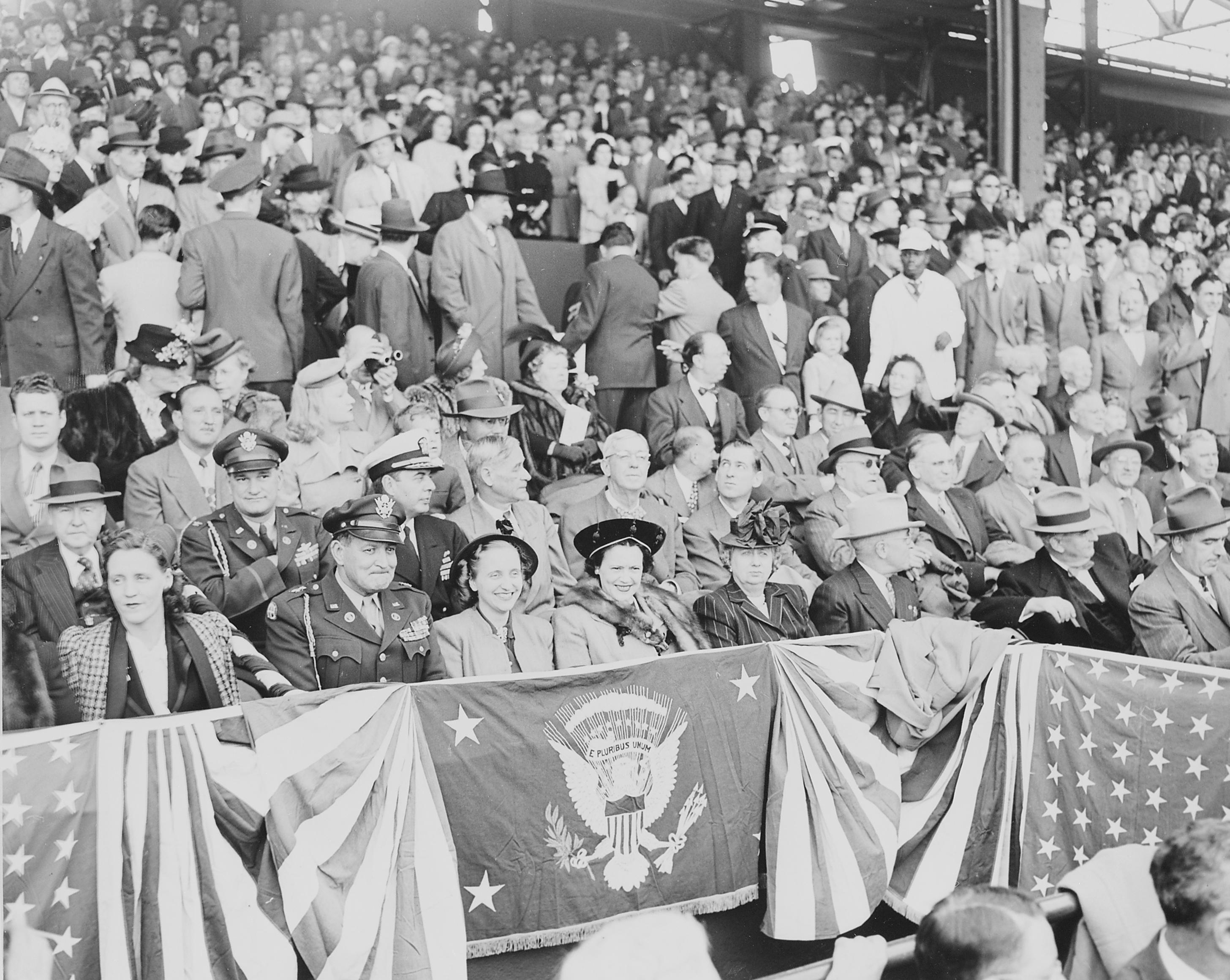
Le président Harry Truman lance la saison 1948 des Senators de Washington

Le 12 août, les Indians accumulent 29 coups sûrs lors du second match du jour face aux Browns de Saint-Louis (victoire 26-3). 14 joueurs de Cleveland frappent au moins un coup sûr, 12 compent au moins un point produit et 11 arrivent au marbre. Même le lanceur Gene Bearden est à la fête au bâton : il signe quatre coups sûrs pour autant de points produits.
Lors de cette saison 1948 quinze des seize équipes accueillent des caméras de télévision pour diffuser des rencontres à domicile. Seuls les Pirates de Pittsburgh manquent à l'appel. En mai 1948, les mesures d'audience effectuées par Hooper montrent que les matchs de baseball diffusés à New York écrasent la concurrence. Même phénomène dans d'autres villes américaines. A Philadelphie, un match entre les Athletics et les White Sox de Chicago rassemble 70 % des possesseurs d'un poste de télévision.
Un match de barrage est disputé entre les Indians et les Red Sox afin d'attribuer le titre en Ligue américaine. La partie se joue le 4 octobre à Fenway Park (Boston). Cleveland s'impose 8-3.

### Classement de la saison régulière
Légende : V : victoires, D : défaites, % : pourcentage de victoires, GB : games behind ou retard (en matchs) sur la première place.
|                           | V  | D   | %    | GB   |
| Indians de Cleveland      | 97 | 58  | .626 | --   |
| Red Sox de Boston         | 96 | 59  | .619 | 1    |
| Yankees de New York       | 94 | 60  | .610 | 2.5  |
| Athletics de Philadelphie | 84 | 70  | .545 | 12.5 |
| Tigers de Détroit         | 78 | 76  | .506 | 18.5 |
| Browns de Saint-Louis     | 59 | 94  | .380 | 37.0 |
| Senators de Washington    | 56 | 97  | .366 | 40.0 |
| White Sox de Chicago      | 51 | 101 | .336 | 44.5 |

|                          | V  | D  | %    | GB   |
| Braves de Boston         | 91 | 62 | .595 | --   |
| Cardinals de Saint-Louis | 85 | 69 | .552 | 6.5  |
| Dodgers de Brooklyn      | 84 | 70 | .545 | 7.5  |
| Pirates de Pittsburgh    | 83 | 71 | .539 | 8.5  |
| Giants de New York       | 78 | 76 | .506 | 13.5 |
| Phillies de Philadelphie | 66 | 88 | .429 | 25.5 |
| Reds de Cincinnati       | 64 | 89 | .418 | 27.0 |
| Cubs de Chicago          | 64 | 90 | .416 | 27.5 |

### Statistiques individuelles

#### Au bâton
| Catégorie        | Ligue nationale                            | Stat | Ligue américaine       | Stat |
| ---------------- | ------------------------------------------ | ---- | ---------------------- | ---- |
| Moyenne au bâton | Stan Musial (Cardinals)                    | .376 | Ted Williams (Red Sox) | .369 |
| Points produits  | Stan Musial (Cardinals)                    | 131  | Joe DiMaggio (Yankees) | 155  |
| Coups de circuit | Ralph Kiner (Pirates) Johnny Mize (Giants) | 40   | Joe DiMaggio (Yankees) | 39   |
| Bases volées     | Richie Ashburn (Phillies)                  | 32   | Bob Dilinger (Browns)  | 28   |

#### Lanceurs
| Catégorie                 | Ligue nationale            | Stat | Ligue américaine           | Stat |
| ------------------------- | -------------------------- | ---- | -------------------------- | ---- |
| Moyenne de points mérités | Harry Brecheen (Cardinals) | 2.24 | Gene Bearden (Indians)     | 2.43 |
| Victoires                 | Johnny Sain (Braves)       | 24   | Hal Newhouser (Tigers)     | 21   |
| Retraits sur prises       | Harry Brecheen (Cardinals) | 149  | Bob Feller (Indians)       | 164  |
| Sauvetages                | Harry Gumbert (Reds)       | 17   | Russ Christopher (Indians) | 17   |

## Série mondiale
| Match | Score                                     | Date       | Lieu              | Affluence |
| ----- | ----------------------------------------- | ---------- | ----------------- | --------- |
| 1     | Cleveland Indians – 0, Boston Braves – 1  | 6 octobre  | Braves Field      | 40 135    |
| 2     | Cleveland Indians – 4, Boston Braves – 1  | 7 octobre  | Braves Field      | 39 633    |
| 3     | Boston Braves – 0, Cleveland Indians – 2  | 8 octobre  | Cleveland Stadium | 70 306    |
| 4     | Boston Braves – 1, Cleveland Indians – 2  | 9 octobre  | Cleveland Stadium | 81 897    |
| 5     | Boston Braves – 11, Cleveland Indians – 5 | 10 octobre | Cleveland Stadium | 86 288    |
| 6     | Cleveland Indians – 4, Boston Braves – 3  | 11 octobre | Braves Field      | 40 103    |

## Honneurs individuels
| Recrue de l'année     | Alvin Dark (Braves)     | Alvin Dark (Braves)    |
| Meilleur joueur (MVP) | Stan Musial (Cardinals) | Lou Boudreau (Indians) |